# Dexiinae
Dexiinae – podrodzina owadów z rodziny rączycowatych (Tachinidae). 

## Wybrane rodzaje
- Plemię Dexiini
  - Billaea Robineau-Desvoidy, 1830
  - Dexia Meigen, 1826
  - Dinera Robineau-Desvoidy, 1830
  - Estheria Robineau-Desvoidy, 1830
  - Prosena Le Peletier & Serville, 1828
  - Senostoma Macquart, 1847
  - Trixa Meigen, 1824

- Plemię Dufouriini
  - Dufouria Robineau-Desvoidy, 1830
  - Freraea Robineau-Desvoidy, 1830
  - Microsoma Macquart, 1855
  - Rondania Robineau-Desvoidy, 1850

- Plemię Voriini
  - Athrycia Robineau-Desvoidy, 1830
  - Blepharomyia Brauer & Bergenstamm, 1889
  - Campylocheta Róndani, 1859
  - Cyrtophleba Róndani, 1856
  - Eriothrix Meigen, 1803
  - Periscepsia Gistel, 1848
  - Phyllomya Robineau-Desvoidy, 1830
  - Ramonda Robineau-Desvoidy, 1863
  - Thelaira Robineau-Desvoidy, 1830
  - Voria Robineau-Desvoidy, 1830
  - Wagneria Robineau-Desvoidy, 1830